# Уотерлу (Онтарио)

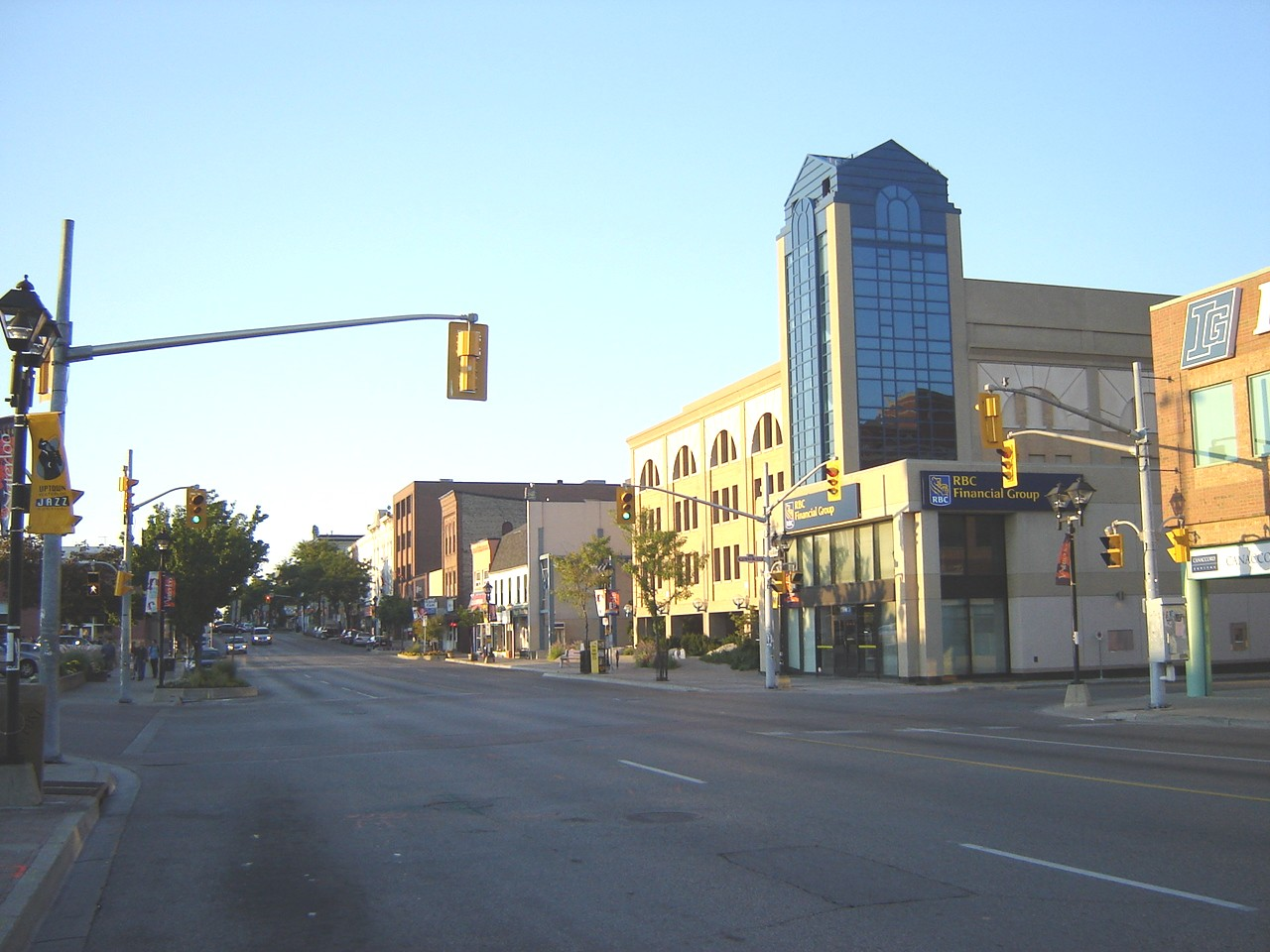
Центральная часть Уотерлу

Уо́терлу (англ. Waterloo) — город в канадской провинции Онтарио, округ Уотерлу. Вместе с соседним городом Китченер образует городскую агломерацию Китченер-Уотерлу.
В городе действуют Университет Уилфрида Лорье, Университет Уотерлу, институт теоретической физики Периметр и Центр международного управления инноваций (CIGI). В Уотерлу размещается ряд высокотехнологических компаний (BlackBerry и др.); вместе с близлежащими Китченером и Кеймбриджем он образует так называемый «Канадский треугольник технологий» (Canada’s Technology Triangle).
В 2006 году город насчитывал 97 475 жителей, из которых английский считали родным 75,2 %, французский 1,2 %.
В 2010 году в городе состоялась Международная олимпиада по информатике.